# Kaamelott
Kaamelott es una serie de televisión francesa que describe con un tono humorístico la vida cotidiana en el palacio del Rey Arturo de Bretaña, en forma de fantasía histórica. La serie fue creada por Alexandre Astier y Jean-Yves Robin y se emite desde el 3 de enero de 2005 en la cadena generalista privada francesa M6. También se emite en Suiza desde el año 2006 en la segunda cadena de la Télévision suisse romande, TSR 2, y en Bélgica por la cadena Club RTL. También se emite en Canadá desde 2007 y también se emitió en la cadena internacional francófona TV5 Monde. Kaamelott es el nombre originario del castillo. En esta serie, los caballeros del Rey Arturo no son ni fieles ni heroicos sino que son más bien groseros, ingenuos y cobardes en ocasiones, cómicos y desordenados. La serie es muy popular en los países francófonos de Europa y siempre contó con muy buenas audiencias.
- Datos: Q599996
- Multimedia: Kaamelott / Q599996